# جان کابوت

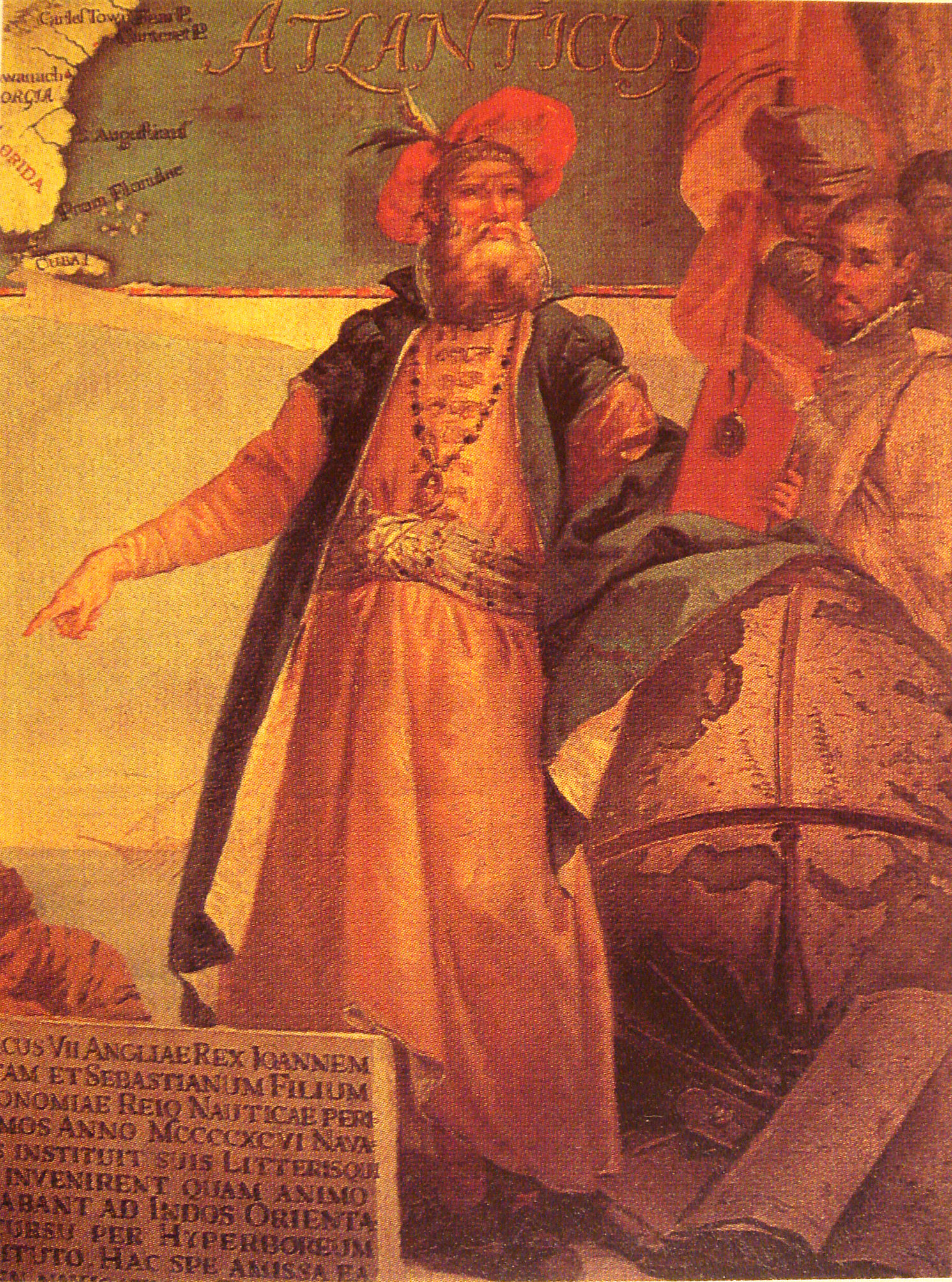
جیووانی کابوتو

جان کابوت (به انگلیسی: John Cabot) (زادهٔ حدود ۱۴۵۰ - درگذشتهٔ حدود ۱۴۹۹) دریانورد و مکتشف ایتالیایی حاضر در دربار هنری هفتم بوده است.
وی نخستین اروپائی بود که بعد از وایکینگ‌ها در سال ۱۴۹۷ به خاک آمریکای شمالی پا گذاشت.